# خوزه آنتونیو پرل
خوزه آنتونیو پرل (انگلیسی: José Antonio Peral؛ زادهٔ ۶ مارس ۱۹۹۲) بازیکن فوتبال اهل اسپانیا است.
از باشگاه‌هایی که در آن بازی کرده‌است می‌توان به باشگاه فوتبال الچه اشاره کرد.